# Alfredo Almeida Rego
Alfredo Almeida Rego (Río de Janeiro, 7 de abril de 1903-Río de Janeiro, 30 de julio de 1988), más conocido como Doca, fue un futbolista brasileño. Fue delantero, y jugó para la selección de fútbol de Brasil en la Copa Mundial de 1930. 

## Clubes como jugador
- Sport Club Mackenzie (1923-1925)
- São Cristóvão de Futebol e Regatas (1926-1932)
- Clube de Regatas do Flamengo (1933-1935)